# مقاطعة مونتغومري (كنتاكي)
مقاطعة مونتغومري (بالإنجليزية: Montgomery County)‏ هي إحدى المقاطعات في ولاية كنتاكي في الولايات المتحدة الأمريكية.

## أعلام
- جون كالفين ماسون
- هارلان هوبارت العرسان
- توماس جونسون
- أرشيبالد وليامز
- جيمس ويليام مور